# ジャン・ピエール・カーザグランジ・シウヴェイラ・コヘア
ジャン・ピエール（Jean Pyerre）ことジャン・ピエール・カーザグランジ・シウヴェイラ・コヘア（ポルトガル語: Jean Pyerre Casagrande Silveira Correa、1998年5月7日 - ）は、ブラジルのサッカー選手。ポジションはMF。

## クラブ歴
グレミオFBPAの下部組織出身。2017年3月3日にプリメイラ・リーガでトップチーム初出場。同年12月3日にカンピオナート・ブラジレイロ・セリエAで得点し、トップチームでの初得点を記録した。

## 代表歴
U-17代表として2015 南米U-17選手権に参加した。